# Kobeliarovo
Kobeliarovo és un poble i municipi d'Eslovàquia. Es troba a la regió de Košice, a l'est del país.

## Història
La primera referència escrita de la vila data del 1466.

## Demografia
| Godina             | 1994 | 2004   | 2014   | 2024    |
| ------------------ | ---- | ------ | ------ | ------- |
| Nombre de persones | 421  | 433    | 457    | 509     |
| Diferència         |      | +2,85% | +5,54% | +11,37% |

| Godina             | 2023 | 2024   |
| ------------------ | ---- | ------ |
| Nombre de persones | 498  | 509    |
| Diferència         |      | +2,20% |